# Чапліївська волость
Чапліївська волость — історична адміністративно-територіальна одиниця Кролевецького повіту Чернігівської губернії з центром у селі Чапліївка.
Станом на 1885 рік складалася з 7 поселень, 15 сільських громад. Населення — 7409 осіб (3766 чоловічої статі та 3643 — жіночої), 1387 дворових господарств.
|                     | Площа, десятин | У тому числі орної, дес. |
| ------------------- | -------------- | ------------------------ |
| Сільських громад    | 9147           | 5956                     |
| Приватної власності | 7924           | 2269                     |
| Іншої власності     | 98             | 61                       |
| Загалом             | 17169          | 8286                     |

Найбільші поселення волості на 1885 рік:
- Чапліївка — колишнє державне й власницьке село при річці Осота за 25 верст від повітового міста, 3258 осіб, 609 дворів, православна церква, школа, постоялий двір, 6 постоялих будинків, 7 лавок, базари й 3 ярмарки на рік. За 10 верст — винокурний завод з водяним млином і постоялим будинком.
- Лушники — колишнє державне й власницьке село при річці Осота, 1115 осіб, 195 дворів, православна церква, 2 постоялих будинки, 2 лавки, водяний млин.
- Обтове — колишнє власницьке село, 1946 осіб, 404 двори, православна церква, школа, постоялий двір, 4 постоялих будинки, 5 лавок.
- Погорілівка — колишнє державне село при річках Десна й Лучник, 573 особи, 120 дворів, православна церква, постоялий будинок, лавка.

1899 року у волості налічувалось 13 сільських громади, населення зросло до 10 811 осіб (5468 чоловічої статі та 5343 — жіночої).